# Evert Verbist
Evert Verbist (Duffel, 27 juni 1984) is een Belgische wielrenner. Hij maakte zijn debuut bij de profs in 2006 voor Chocolade Jacques - Topsport Vlaanderen. Hij bleef drie jaar bij deze wielerploeg. In 2009 en 2010 reed Verbist bij de elite zonder contract. Vanaf 2011 tot 2012 komt hij uit voor de professionele wielerploeg Veranda's Willems-Accent.

## Belangrijkste overwinningen
2006
- Beverbeek Classic
- Vlaamse Pijl

2011
- Beverbeek Classic

## Resultaten in voornaamste wedstrijden
| Jaar | Gent-Wevelgem | Ronde van Vlaanderen | Parijs-Roubaix | Amstel Gold Race | Parijs-Tours |
| ---- | ------------- | -------------------- | -------------- | ---------------- | ------------ |
| 2006 |               |                      |                |                  | 52e          |
| 2007 |               | 69e                  | 96e            | 127e             | 17e          |
| 2012 | 106e          |                      |                |                  |              |